# US Club Soccer
US Club Soccer (USCS) ist eine US-amerikanische Fußballorganisation und Mitglied der United States Soccer Federation. Die Ziele dieser Organisation sind es, die Entwicklung von Fußballklubs in den USA zu fördern und zu unterstützen. USCS unterstützt hierbei Ligen, Klubs und Turniere im Jugend- und Erwachsenenbereich und sowohl im Frauen- als auch im Männerfußball.
2001 wurde die Organisation als National Association of Competitive Soccer Clubs (NACSC) gegründet. Seit dieser Zeit bietet US Club Soccer verschiedene Programme für seine Mitglieder an. Es gibt ligen- und klubbasierende Unterstützung. Auch sind die Mannschaften berechtigt, am Lamar Hunt U.S. Open Cup teilzunehmen.